# ميروسلاف كوبيشتال
ميروسلاف كوبيشتال (بالبولندية: Mirosław Kubisztal)‏ هو لاعب كرة قدم بولندي في مركز الهجوم، ولد في 12 فبراير 1962 في تارنوف في بولندا. شارك مع منتخب بولندا لكرة القدم. أما مع النوادي، فقد لعب مع نادي أوربرو ونادي كراكوفيا الرياضي.

## وصلات خارجية
- ميروسلاف كوبيشتال على موقع قاعدة بيانات كرة القدم.إي يو (الإنجليزية)
- ميروسلاف كوبيشتال على موقع ناشيونال فوتبول تيمز (الإنجليزية)